# Kloosterbos (Waasland)

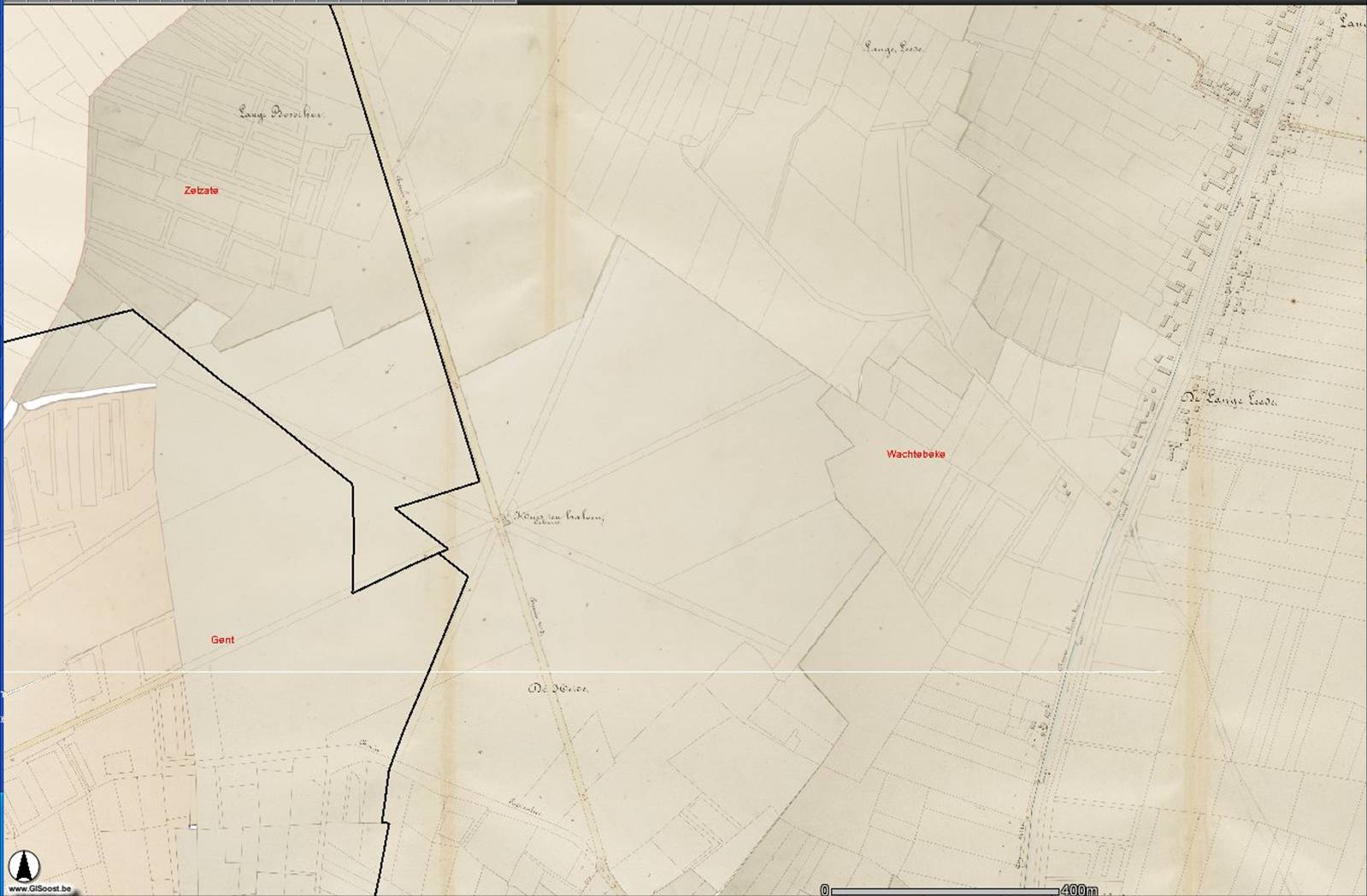
Plaats van het huidige Kloosterbos in de Atlas der Buurtwegen in 1840

Het Kloosterbos is een natuurgebied in het noorden van Oost-Vlaanderen en ligt verdeeld tussen Zelzate en Lochristi. Het is, net als het Heidebos en het Stropersbos, een van de laatste overblijfselen van wat ooit een uitgestrekt bos- en heidegebied was van Maldegem tot Stekene. De meeste bomen in het huidige bos zijn de laatste 200 jaar aangeplant, daarvóór was dit voornamelijk heidegebied, zoals duidelijk te zien is op de kaart van Ferraris.
In het bos zijn een aantal zones als speelbos ingericht Het bos draagt sinds juni 2010 het FSC-label.